# Церква Різдва Пресвятої Богородиці (Великий Глибочок)
Церква Різдва Пресвятої Богородиці у Великому Глибочку — парафія і храм греко-католицької громади Великоглибочанського деканату Тернопільсько-Зборівської архієпархії Української греко-католицької церкви в селі Великий Глибочок Тернопільського району Тернопільської области.
Оголошена пам'яткою архітектури місцевого значення.

## Історія церкви
Перша письмова згадка про дерев'яну церкву Воскресіння Христового в селі датується XVI століттям. У 1846 році за проєктом майстра з Кракова Йосифа Кальнішевського збудували нову церкву, яку того ж року освятили.
Парафія та храм належали до РПЦ у 1946—1962 роках. У 1962 році комуністична влада закрила церкву, використовуючи її приміщення як склад. У 1988 році храм знову відкрили, але в структурі РПЦ. 13 грудня 1989 року парафія повернулася в лоно УГКЦ, і цього ж дня греко-католицькі священники відправили першу Службу Божу. За служіння о. Михайла Вінтонюка церкву відремонтували, а у 1991 році її освятив єпископ Михаїл Сабрига.
8 грудня 2010 року в храмі перебували мощі Івана Хрестителя. Тоді ж з візитацією на парафію прибув владика Василій Семенюк. При парафії діють: братство Матері Божої Неустанної Помочі, Вівтарна і Марійська дружини, братство «Апостольство молитви» та спільнота «Матері в молитві».

## Парохи
- о. Тома Левицький (1815—1832),
- о. Григорій Домбровський (1832—1888),
- о. Омелян Чайківський (1878—1909),
- о. Діонісій Майківський (1909—1922),
- о. Семен Стецько (сотрудник) (1910—1913),
- о. Володимир Чубатий (1922—1923),
- о. Микола Винницький (1923—1944),
- о. Володимир Панасюк (1944—1946),
- о. Прокіп Слободян (1946—1953),
- о. Любомир Якимів (1953—1962),
- о. Зеновій Зінченко (1989),
- о. Ігор Возьняк,
- о. Михайло Хрипа,
- о. Іван Колодій (1990 — липень 1990),
- о. Михайло Вінтонюк (з 29 липня 1990 - 05 травня 2021).
- о. Іван Гавдяк ( з червня 2021 - )